# El Prado (Málaga)
El Prado es un barrio periférico perteneciente al distrito de Campanillas de la ciudad andaluza de Málaga, España. Según la delimitación oficial del ayuntamiento, limita al sur y el suroeste con el barrio de El Brillante y al noroeste, con el barrio de Campanillas. Al norte se extienden terrenos no urbanizados de huertas y al este, el cauce del río Campanillas, que lo separa de los barrios de Pilar del Prado y Oliveros.

## Transporte
En autobús queda conectado mediante las siguientes líneas de la EMT: 
| Línea | Trayecto                         | Recorrido | Frecuencia    |
| ----- | -------------------------------- | --------- | ------------- |
| 25    | Paseo del Parque - Santa Rosalía | Recorrido | 13-17 minutos |
| 281   | Santa Águeda - Los Núñez         | Recorrido | 85 minutos    |

1Desde el 16 de junio de 2007, la Línea 28 está dirigida temporalmente por el Consorcio de Transportes de Málaga a través de la línea M-150. El coste y los horarios no han variado.